# Kantoor

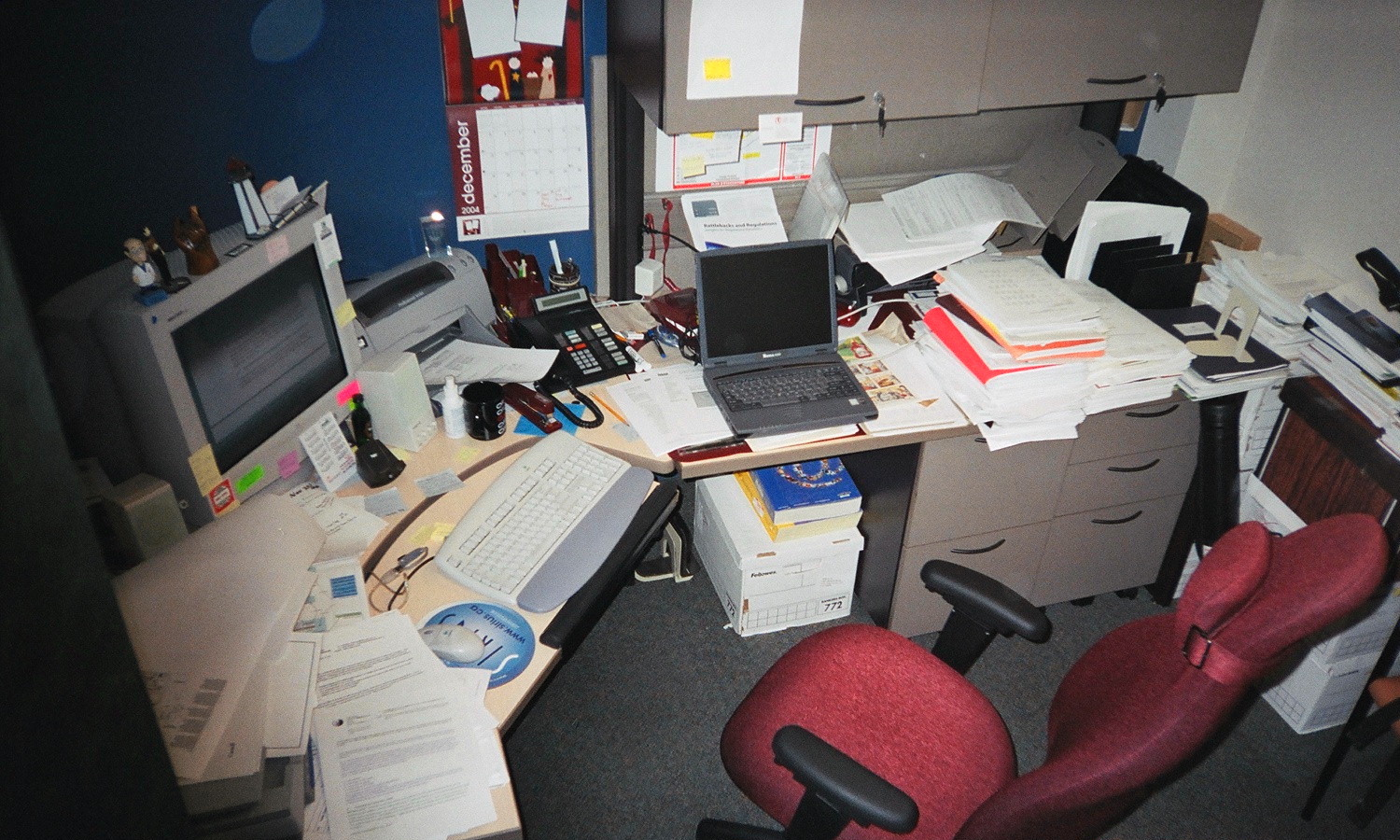
Een bureau op een kantoor

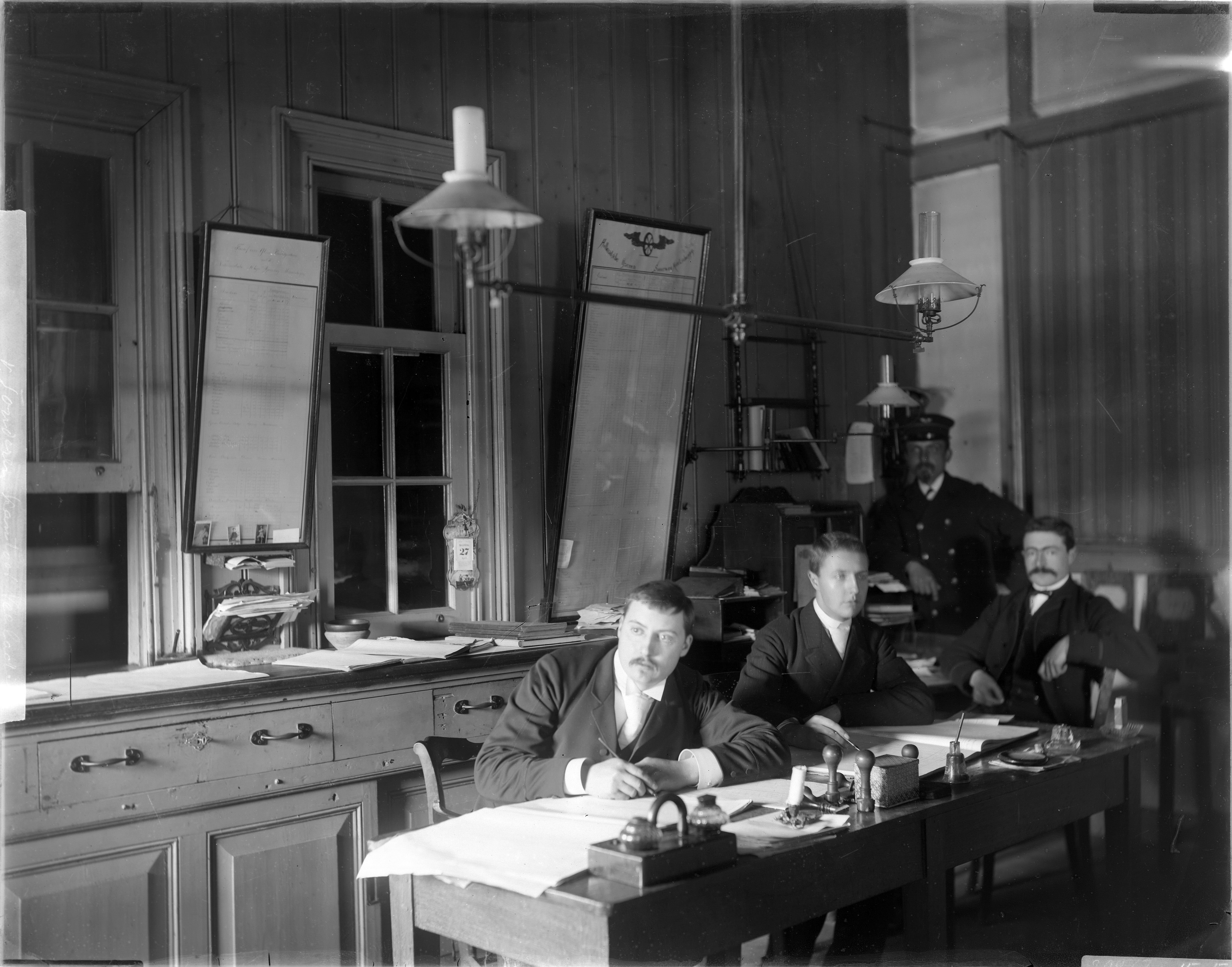
Foto van het kantoorpersoneel in het kantoor van de goederenloods van de Hollandsche IJzeren Spoorweg Maatschappij. Leiden, ca. 1885

Een kantoor of bureel is een werkplaats waar administratief werk wordt gedaan.

## Betekenissen
Een kantoor kan een geheel bedrijf omvatten, bijvoorbeeld een verzekeringskantoor, of een onderdeel zijn van een organisatie of bedrijf. Zo zijn er kantoren binnen fabriekscomplexen en winkels. Men spreekt dan wel van fabriekskantoren. Ieder bedrijf van enige omvang heeft daarnaast een, al dan niet prestigieus, hoofdkantoor.
Soms wordt een kantoor ook bureau genoemd, al slaat dat woord ook op de werktafel die in een kantoor gewoonlijk wordt gebruikt. Bureaus zijn in het algemeen kantoren die zich direct bezighouden met dienstverlening aan derden (klanten, cliënten, burgers). Zo zijn er reis-, uitzend- en zorgbureaus. Men spreekt daarentegen weer van een notariskantoor en een advocatenkantoor. Met het bureau wordt doorgaans ook het politiebureau bedoeld. Het bevel: mee naar het bureau belooft de klant weinig goeds.
Als iemand zijn kantoorbezigheden thuis doet, zegt men dat hij of zij kantoor aan huis houdt. Met "kantoor" kan ook de ruimte in een woonhuis aangegeven worden waar een bureau staat en waar dus de privé-administratie gedaan kan worden. Deze praktijk kwam vooral vroeger veel voor bij kleine en middelgrote ondernemingen. Bij agentschappen en dergelijke is dit nog steeds gebruikelijk.

## Geschiedenis

### Voorgeschiedenis
Omstreeks 4000 jaar geleden, in Babylonië, waren beroepsschrijvers reeds onmisbaar.
Een schrijver zat op een marktplein en hanteerde een schrijfstift van hout of riet, waarmee tekens op een kleitablet indrukte. Deze schrijfstift werd zo snel als een breinaald bewogen. De schrijver voerde opdrachten uit als:
- gesproken woorden, die door een koopman gedicteerd werden, noteren,
- instructies van de koning doorzenden aan ver verspreide bestuurders,
- belastingrekeningen bijhouden voor de belastinggaarders,
- goederen bestellen namens kooplieden,
- rekeningen aan klanten versturen,
- namens meer welvarende boeren stukken land kopen en verkopen.

Iedereen die kon schrijven stond in hoge achting. Het beroep van schrijver had vele niveaus en specialiteiten. Het laagst stond de schrijver op het marktplein: tegen vergoeding produceerde hij handelscorrespondentie en persoonlijke brieven. Tot het hoogste niveau behoorde een schrijver, die in de wiskunde was onderlegd. Deze behoorde tot de belangrijkste mannen van zijn gemeenschap. Enkelen brachten het zelfs tot adviseur van de koning.
De oudste vormen van kantoorarbeid treffen we dus aan bij de overheid. De kanselarij was belast met de schriftelijke afwikkeling van het bestuur.
In later tijden werd veel kantoorarbeid verricht door monniken, die onder meer boeken en documenten kopieerden. Toen later in de middeleeuwen de handelshuizen opkwamen, bedienden ook deze zich van kantoren, die op een gegeven ogenblik comptoir (rekenkamer) werden genoemd. Dit woord is later verbasterd tot: kantoor. Het bijhouden van de boekhouding was voor deze handelshuizen van het grootste belang. Bekend is de gedetailleerde administratie van de Vereenigde Oostindische Compagnie.
Tot diep in de negentiende eeuw was het kantoor het domein van de kantoorklerk. Dit beroep vereiste veel vakkennis en het werk was uiterst zwaar. Het vond plaats in slecht verlichte en verwarmde ruimtes, staande of zittend op een kantoorkruk achter een lessenaar. De chef zat achter zijn bureau. Dit was bijvoorbeeld een schrijfkabinet of cilinderbureau, dat zeer veel opbergvakjes en -laatjes had en daarom wel pidgeon hole (duiventil) werd genoemd. Aan een nadrukkelijke afscheiding van hoger en lager personeel bestond in zo'n situatie minder behoefte dan aan een representatieve aankleding van het kantoor als geheel.
In de negentiende eeuw kon men grote kantoorzalen aantreffen waar beambten en klerken grotendeels staande aan lessenaars hun werk deden. Lange tijd werden klerken gerekruteerd uit de kring van familieleden en relaties.
Het werk op kantoor onderging toen een duidelijke uitbreiding met de opkomst van overheidsdiensten zoals post, telegrafie, telefonie, het openbaar vervoer. Van invloed was ook de komst van handelshuizen, rederijen, banken en verzekeringskantoren.
In het bedrijfsleven was de klerk een betrekkelijke laatkomer, want
In vele bedrijven voerde de eigenaar van het bedrijf of diens vrouw aanvankelijk zelf de — toen nog eenvoudige — administratie. Later werd dit werk meestal door klerken gedaan. Klerken lieten zich ook wel boekhouder, ambtenaar, kassier en dergelijk noemen. Zij bevonden zich in een bevoorrechte positie. Zij werden tot de witteboordenklasse gerekend en door het werkvolk, "Jan-met-de-pet" genoemd, aangesproken met 'mijnheer'. Klerken hoopten bevorderd te worden tot chef. De chef had vaak een met leer beklede stoel achter een cilinderbureau.

### Mechanisatie
Een van de eerste technologische omwentelingen die de kantoorarbeid betrof was de opkomst van de telegrafie in de tweede helft van de 19e eeuw. Deze maakte snelle communicatie over grote afstanden mogelijk.
Kopiëren geschiedde met carbonpapier, dat in 1805 werd uitgevonden. Omstreeks 1860 kwam de kopieerpers op de markt, waarmee brieven konden worden vermenigvuldigd. In 1881 werd de stencilmachine door David Gestetner in de handel gebracht. Deze had een draaiende trommel, waardoor het kopiëren sneller ging.
Vanaf 1873, met de komst van de schrijfmachine, deed naast de boekhouder ook de typiste haar intrede. Wetenschappelijk bedrijfsbeheer deed in de fabrieken naast de tekenkamer het bedrijfsbureau ontstaan. Er ontstond een scheiding tussen het opstellen van documenten en het schrijven ervan. Het laatste type arbeid leidde tot fysieke klachten. Er werden voor het eerst ergonomische studies uitgevoerd naar juiste zithoudingen, die ook het ontwerp van het kantoormeubilair beïnvloedden.
Door de komst van de (handbediende) telefooncentrales, die vanaf 1881 in zwang kwamen, deden vrouwen voor het eerst op grote schaal hun intrede op kantoor. De opkomst van de telefoon maakte de loopjongen of jongste bediende voor een groot deel overbodig. Ook de schrijfmachine bracht vrouwen op het kantoor, maar hun carrière reikte niet verder dan belangrijker werk op dezelfde schrijfmachine. Toen de dictafoon de stenografie begon te verdringen, viel de noodzaak weg dat de secretaresse vlak bij de manager was gehuisvest. Steeds meer kantoren gingen over op een centrale typekamer, waar onder het wakend oog van een cheffin een verdubbelde productie kon worden gehaald. De technologische ontwikkelingen hebben deze trend overigens weer goeddeels teruggedraaid zodat er anno 2000 nauwelijks meer centrale typekamers en centrale secretariaten zijn te vinden.
De taak van de klerk in de negentiende eeuw was die van de schrijvende rechterhand van de eigenaar en/of directeur. Hij overzag en registreerde alles wat er zoal omging. Met de hiervoor geschetste schaalvergroting veranderde dit. De boekhouding werd administratie en daarbij ingewikkelder en er ontstond een taakverdeling. Onderdelen van het bedrijf of instelling kregen hun eigen medewerkers; alleen het top- en hoger management had soms nog overzicht over het geheel.
Het kantoorwerk kreeg nog een sterker fabrieksmatig karakter toen na de schrijfmachine andere machines hun intree deden. Bij de boekhouding kwamen, vanaf 1910, eerst eenvoudige telmachines, later ingewikkelder boekhoudmachines. kaartsystemen kwamen omstreeks 1900 op. Een verdere mechanisering bracht de hollerithmachine, die de ponstypiste in het kantoor introduceerde. Ook werden factureer- en adresseermachines geïntroduceerd.

### Efficiencyverbetering
Al de bovenstaande vindingen waren erop gericht om de productiviteit van kantoorarbeid te vergroten. Het Taylorisme, dat aanvankelijk werd toegepast in productiebedrijven, was hierbij een belangrijke drijvende kracht. Arbeidsdeling speelde in deze filosofie een wezenlijke rol. Tussen de beide wereldoorlogen deed de invloed van dit rationaliserings- en efficiencystreven zich dan ook in de kantoorwereld steeds sterker gelden. De te verrichten administratieve handelingen werden verder gesplitst en over verschillende personen verdeeld. De dagtaak van uitvoerend personeel werd zo teruggebracht tot enkele, zich steeds herhalende, routinehandelingen: voor de een het optellen van getallen, voor een ander het controleren van handtekeningen of het afstempelen van een formulier, enz. Met stopwatches werd de benodigde tijd voor elke handeling vastgesteld, op dezelfde wijze als in de industrie, en hier en daar werd zelfs een band ingevoerd voor het transport van de te bewerken formulieren, die in aantal en complexiteit toenamen.
Dit alles betekende het einde van het cilinderbureau en anachronismen als de typewriter stand, een hoge tafel waaraan men staande moest typen. Het bureau ministre verving geleidelijk het cilinderbureau: het onderstel van het cilinderbureau transformeerde tot het klassieke bureau met vlakke werktafel, ondersteund door twee ladekasten, en het bovenstel transformeerde tot kantoorkast. Al dit meubilair was nog van hout. Doch de drang tot efficiencyverbetering leidde ook tot aanpassing van het meubilair aan de te verrichten taak, met andere woorden, tot de invoering van ergonomische principes. Zogeheten efficiency-meubelen werden ingevoerd. Dit culmineerde met de invoering van stalen kantoormeubelen omstreeks 1930. Deze waren vooral efficiënt en van iedere opsmuk ontdaan.
Vanaf 1920 ging ook de standaardisatie volgens DIN-normen een rol spelen, wat begon met het papierformaat. Dit werkte door op de gehele kantoorinrichting. Geleidelijk aan begon, onder invloed van het vooruitgangsdenken, ook oog te komen voor de schoonheid van gebouw en interieur, zoals dat door industriële vormgeving kon worden bereikt. De Amerikaan Frank Lloyd Wright was een pionier op dit gebied. Hij ontwierp het gebouw voor Johnson Wax in 1936. In Nederland werd gewerkt volgens de principes van Bauhaus, de De Stijl, en de nieuwe zakelijkheid. Bekende kantoormeubelfabrikanten waren Thonet, D3, en Gispen. De beroemde Van Nellefabriek uit 1929 had een kantoorinrichting, ontworpen door Gispen, die aan de nieuwe eisen voldeed. Men werkt aan deze bureaux even behagelijk en prettig als aan een houten lessenaar, zo adverteerde Oda. Ook De Cirkel was zeer actief op het gebied van vormgeving.

### Wederopbouwperiode
Na de Tweede Wereldoorlog vond een snelle economische groei plaats. Dit leidde tot een snelle groei van de dienstensector, die uiteindelijk de industrie zou overvleugelen. Aan het begin van de 20e eeuw bestond nog geen 10% van de beroepsbevolking uit 'witte-boord-werkers'. Bij de aanvang van de 21e eeuw bracht meer dan 1,2 miljoen, dus minstens 25% van onze werkende bevolking (4,7 miljoen) zijn leven door binnen de muren van een kantoorruimte, al of niet in een kantoorgebouw. Sommige studies spreken inmiddels zelfs over een belangrijk groter percentage: Afhankelijk van de definitie tot 2 miljoen of wel 50% van de beroepsbevolking. Een samenstel van factoren was verantwoordelijk voor deze stormachtige groei.
- Door de ingewikkeldheid van het economische leven en het groter worden van de bedrijven vroegen directies naar steeds betere en sneller ter beschikking komende gegevens voor hun beleid, opdat zij zo goed en zo vlug mogelijk beslissingen konden nemen. Het gevolg daarvan was onder meer dat het aantal indirecte medewerkers sneller toenam dan het aantal directe arbeiders. Ook de toenemende overheidsbemoeiingen brachten met zich mee, dat er meer moest worden geadministreerd dan vroeger, bijvoorbeeld door het inhouden van sociale lasten en loonbelasting en in verband met de voorschriften en reglementen van sociale voorzieningen en wetten, brancheverenigingen en verzekeringen.
- De evolutie die zich heeft voltrokken in de financiering van de bedrijven, alsmede in het betalingsverkeer (met een groeiend bank- en giroapparaat) is eveneens een factor die een bijdrage heeft geleverd aan de groei van de administratieve arbeid. Ook de opvatting dat de administratie een stuk gereedschap is voor de bedrijfsleiding, bijvoorbeeld als efficiencybewaking, heeft tot de groei van de administratieve arbeid bijgedragen.

Niet alleen het aantal kantoorwerkers nam toe, ook hun concentratie in steeds grotere eenheden. In de jaren 80 van de 20e eeuw was 42% van de totale Nederlandse kantoorbevolking gehuisvest in 1300 kantoorvestigingen van 101 en meer werknemers terwijl 83% van de kantoren gevestigd was in gemeenten groter dan 50.000 inwoners. Ook binnen hetzelfde kantoor was er een tendens tot schaalvergroting. Men ging er meer en meer toe over het kantoorpersoneel in grote “overzichtelijke” ruimten onder te brengen, die in Duitsland als Grossraumbüro werden betiteld. De lay-out van deze kantoren was op Tayloriannse principes gebaseerd. Nog een andere tendens was waar te nemen, een toename van het percentage vrouwelijk personeel. Waar het vrouwelijk aandeel voor de Tweede Wereldoorlog slechts een klein percentage bedroeg is dit geleidelijk toegenomen tot ongeveer 52% van de kantoorbevolking die belast is met uitvoerende arbeid. Pas sedert de laatste decennia van de 20e eeuw drongen vrouwen geleidelijk door tot het lager en hoger management, al zijn ze daar nog ondervertegenwoordigd.

### Kantoorautomatisering
Gispen trok al snel na de bevrijding ten strijde tegen de lompe smakeloosheid en vroeg aandacht van de fabrikanten voor de technische en aesthetische kwaliteiten hunner producten.
Het kantoorbedrijf geschiedde ondertussen, ondanks aanmerkelijke verbeteringen, nog steeds betrekkelijk ambachtelijk. De productiviteit van deze arbeid steeg minder dan die in de industrie, en het verloop onder kantoorpersoneel was groot, wat de productiviteit ook niet ten goede kwam. De mechanisatie nam echter toe: Mechanische en later elektronische ponskaartmachines deden hun intrede, waardoor het routinematig werk van ponstypistes werd geïntroduceerd. Vanaf 1957 begon de automatisering door te dringen, eerst met gecentraliseerde mainframe computers. Juist dienstverlenende bedrijven als verzekeringsmaatschappijen waren geïnteresseerd in de ontwikkeling hiervan, hetgeen geleid heeft tot een bedrijf als Electrologica. Vanaf 1970 kwamen er minicomputers en vanaf 1981 deed de personal computer massaal haar intrede, die dan ook desktop computer ofwel bureaublad computer werd genoemd. De lay-out van het geschreven woord kon men sinds 1985 via desktoppublishing vanaf de bureaucomputer zelf verzorgen. In het laatste decennium van de 20e eeuw werd internet ingevoerd, hetgeen mogelijkheden bood voor elektronische post en elektronisch betalen.
Parallel hieraan ontwikkelde de mechanische schrijfmachine zich, via de elektrische schrijfmachine, tot de elektronische schrijfmachine die zelfs enkele zinnen kon onthouden en eventueel corrigeren. Dit werd gevolgd door de Wordprocessor, een special-purposecomputer met reusachtige floppy-disks, voor de bediening waarvan men speciale cursussen moest volgen. Uiteindelijk culmineerde dit in de tekstverwerker, waarmee op een gewone pc kon worden gewerkt.
Kopieerapparaten en printers deden hun intrede, en de technologie daarvan verbeterde snel, wat de hoeveelheid papieren alleenmaar deed toenemen, hoewel men met de automatisering van een papierloos kantoor had gerept.

### Kantoorlandschap
Uiteindelijk evolueerde het bureau weer tot een tafel. Vanuit Duitsland kwam in de jaren zeventig van de 20e eeuw het idee van de kantoortuin of zelfs kantoorlandschap overwaaien, met moderne kleurige kantoormeubelen en veel planten. Dit zou niet alleen betere arbeidsomstandigheden bewerkstelligen, maar ook de communicatie verbeteren en een grotere flexibiliteit mogelijk maken. Uit verschillende onderzoeken bleek dat het weghalen van scheidingswanden vooral heeft geleid tot heel veel afleiding en heel weinig privacy. Door al die rumoer uit je directe omgeving werd het lastiger om je concentratie te behouden, wat een slechte invloed heeft op de productiviteit. Ook het gebrek aan privacy zit de werknemer niet lekker. Men kan het gevoel hebben bekeken en afgeluisterd te worden, wat de kwaliteit en diepgang van gesprekken negatief beïnvloedt. Het opdelen van de werkvloer in zones met bijvoorbeeld speciale concentratiewerkplekken, werd veelal als oplossing gebruikt voor werknemers die zich willen focussen op een lastige of dringende taak.
De scheidingswand nam ook een centrale plaats in in het Action Office van Herman Miller uit 1968, dat vooral populair werd in de Angelsaksische wereld.
Van belang was ook de komst van het L-vormige bureau, dat weer leidde tot de noodzaak van verrijdbare en verdraaibare stoelen.
Geleidelijk aan nam de regelgeving met betrekking tot de arbeidsomstandigheden toe, en de in werking getreden Arbo-wet stelde normen aan de complete werkplek. Kantoorinrichting werd gestandaardiseerd en systeemmeubelen deden hun intrede. Vanaf de jaren zeventig van de 20e eeuw werd bovendien complete projectinrichting met systeemmeubelen, die grote flexibiliteit beloofde, een trend.
Een van de beloften van automatisering, namelijk de massale opkomst van telewerken, is vooralsnog niet uitgekomen. Kantoorarbeid vindt nog altijd voor het overgrote deel plaats op kantoor.

## Reflectie op recente ontwikkelingen
Toenemende differentiatie en splitsing van taken, aan de ene kant leidend tot versterking van het routinekarakter van kantoorwerk, aan de andere kant tot de opkomst van nieuwe management en specialistische functies, die een langduriger opleiding vragen. Het is duidelijk dat deze ontwikkeling niet zonder consequenties was voor de indeling en uitrusting van het kantoor. De invloed van de indeling en uitrusting liet zich gelden op kantoorruimtevorm en de (kantoor)gebouwvorm. In de jaren zeventig van de 20e eeuw leidde dit tot het zoeken naar nieuwe ruimte- en gebouwvormen. Dit is weergegeven in onderstaande tabel:
| schaalvergroting.                                            | coördinatie. | onvoorspelbaarheid | communicatie | democratisering. |
| Men dacht allerwegen in termen van groei en schaalvergroting | Men begon behoefte te voelen om ondanks de complexiteit en het uiteen groeien in afzonderlijke diensten, toch meer vat te krijgen op de samenhang van het geheel | De onvoorspelbaarheid van organisatievormen en kantoortechnologieën vroeg om flexibele ruimtelijke indelingsmogelijkheden. | Organisatorisch ontstond er een steeds duidelijker behoefte aan directe face-to-face communicatie tussen groepen en afdelingen naast die van de hiërarchische chef | De democratisering leidde tot het afbrokkelen van het denken in termen van status en had ook consequenties voor de ruimtevorm en zijn indeling |

De aard van de factoren die tot deze consequenties leidden kan samengevat worden in de volgende punten:
- Schaalvergroting. Men dacht allerwegen in termen van groei en schaalvergroting,
- Coördinatie. Men begon behoefte te voelen om ondanks de complexiteit en het uiteen groeien in afzonderlijke diensten, toch meer vat te krijgen op de samenhang van het geheel,
- Onvoorspelbaarheid. De onvoorspelbaarheid van organisatievormen en kantoortechnologieën vroeg om flexibele ruimtelijke indelingsmogelijkheden,
- Communicatie. Organisatorisch ontstond er een steeds duidelijker behoefte aan directe face-to-face communicatie tussen groepen en afdelingen naast die van de hiërarchische chef.
- democratisering. De democratisering leidde tot het afbrokkelen van het denken in termen van status en had ook consequenties voor de ruimtevorm en zijn indeling.

Dit alles had tot gevolg het ontstaan van nieuwe, onconventionele ruimtevormen. Het conventionele kamerkantoor werd vervangen door de kantoortuin of Großraumbüro. De traditionele scheidingswanden vervielen, arbeidsplaatsen werden gegroepeerd op grond van functionele criteria, planten en schermen werden gebruikt voor de noodzakelijke visuele en communicatieve afscherming.
Na deze periode viel er een steeds sterkere correctie waar te nemen op de conceptie van de grote ruimten en de vergaande openheid die aan kantoortuin en Großraumbüro ten grondslag lag. De kantoorautomatisering, die andere organisatorische samenwerkingsverbanden meebrengt, vroeg om een andere ruimtevorm van een kantoorgebouw. Met name ook de sterke verschuiving van routinematig werk naar werk met een specialistische opleiding maakte dat men zich na deze correctie opnieuw ging oriënteren op andere kantooroplossingen.
Het begin van de jaren 90 heeft al een grote hoeveelheid nieuwe “kantoorconcepten” laten zien, die ieder experimenteerden met ruimtevormen gecombineerd met andere manieren van het organiseren van het werk.
In de 21e eeuw zet deze trend zich voort.

## Stereotypen over kantoorcultuur
Het dagelijks leven op een kantoor wordt zeer uitgebreid beschreven in Het Bureau van J.J. Voskuil. Deze romancyclus bevestigt veel voorkomende stereotypen, zoals het beeld dat er op kantoren bureaucratisch gewerkt wordt. Vooral het beeld dat de sfeer op kantoren "stoffig" is en er een “negen-tot-vijfmentaliteit” heerst, werd zeer succesvol uitvergroot neergezet door het televisieprogramma Jiskefet in de serie Debiteuren Crediteuren. Ook Het eiland is een voorbeeld van het typische kantoorleven.
Als je besluit om even de benen strekken en op weg te gaan naar de koffieautomaat wacht u hier het volgende kantoorcliché: de typische koffieautomaat gesprekjes. Zoals op maandag: ‘hoe was je weekend?’. Op vrijdag: ‘wat ga je dit weekend doen?’. En dan is er nog de vraag die elke dag gesteld kan worden: ‘wat ga jij eten vanavond?’. Het opmerkelijke van deze gesprekjes is dat het antwoord soms niet eens belangrijk is, of misschien niet eens blijft hangen, maar men de neigig voelt om toch met elkaar te praten om een ongemakkelijke stilte te voorkomen.
Het klerkje dat vandaag wat vroeger klaar is is een zeer bekend stereotiep uit het gedicht Liefdesverklaring van Jan Greshoff. Deze persoon stond in de schaduw van notabelen als de dominee, de dokter, de notaris. Ook de kantoorfrik mocht zich vaak in een negatieve belangstelling verheugen en stond eveneens model voor grijsgetinte kleinburgerlijkheid.
Sommige romans van Franz Kafka, die zelf een kantoorklerk was, zoals Het Slot en Het Proces, spelen zich af in een wereld waarin een ongrijpbare bureaucratie alomtegenwoordig en oppermachtig is. Een dergelijke situatie wordt zelfs als kafkaësk betiteld.

## Verticale landbouw
Verticale landbouw is een vorm van landbouw waarbij gebruik wordt gemaakt van gestapelde kweeklagen in een kantoor.
In navolging van Sony, Nisshinbo Holding, Sharp, Mitsubishi Chemical, Panasonic Showa Denko en Fujitsu kweekt ook Toshiba groenten in een cleanroom met verticale landbouw in een fabriekshal, kantoor of winkel waardoor er geen pesticiden nodig zouden zijn tegen plantenziekten en insecten.